# Massimo profondo di clorofilla
Il Massimo profondo di clorofilla o DCM (Deep Chlorophyll Maximum) è una superficie situata in profondità nella colonna d'acqua degli oceani e dei laghi, in cui viene raggiunto il massimo della concentrazione di clorofilla. Si tratta di un fenomeno ben noto e documentato in molte regioni oceaniche. Esso rappresenta una caratteristica permanente dei bacini oligotrofici subtropicali, mentre a latitudini più elevate compare stagionalmente, in particolare nel periodo successivo ai bloom algali primaverili. La presenza del DCM può indicare un massimo nell'abbondanza del fitoplancton o può essere dovuto al più elevato contenuto di clorofilla nel fitoplancton che si trova in ambienti subsuperficiali, meno ricchi di luce.